# This Is Hardcore (single)
This Is Hardcore is een nummer van de Britse alternatieve rockband Pulp uit 1998. Het is de tweede single van hun gelijknamige zesde studioalbum.
Het nummer bevat een sample uit "Bolero on the Moon Rocks" van de Peter Thomas Sound Orchestra. "This Is Hardcore" leverde Pulp een hit op in hun thuisland het Verenigd Koninkrijk, waar het de 12e positie bereikte. In het Nederlandse taalgebied deed de plaat niets in de hitlijsten.

## Tracklijst
UK and Australian CD1
1. "This Is Hardcore" - 6:27
2. "Ladies' Man"	- 4:44
3. "The Professional" - 5:09
4. "This Is Hardcore" (End of the Line remix) - 3:02

UK and Australian CD2
1. "This Is Hardcore" - 6:27
2. "This Is Hardcore" (4 Hero remix) - 6:25
3. "This Is Hardcore" (Swedish Erotica remix) - 4:59
4. "This Is Hardcore" (Stock, Hausen & Walkman's remix) - 5:15

UK cassette single and European CD single
1. "This Is Hardcore" - 6:27
2. "Ladies' Man" - 4:44